# Le Riols
Riols – miejscowość i gmina we Francji, w regionie Oksytania, w departamencie Tarn. Przez gminę przepływa rzeka Aveyron. 
Według danych na rok 1990 gminę zamieszkiwało 147 osób, a gęstość zaludnienia wynosiła 29 osób/km² (wśród 3020 gmin regionu Midi-Pireneje Riols plasuje się na 916. miejscu pod względem liczby ludności, natomiast pod względem powierzchni na miejscu 1483.).